# Amata (nome)
Amata  è un nome proprio di persona italiano femminile.

## Varianti
- Maschili: Amato

### Varianti in altre lingue
- Francese: Aimée[1]
- Francese medio: Amée[1]
- Inglese: Amy[1], Amie[1], Ami[1]
- Spagnolo: Amada[1]
- Tardo latino: Amata[1]

## Origine e diffusione
Rappresenta il femminile del nome tardo latino Amatus, e assume significato letterale di "amata", lo stesso dei nomi Esmé, Angharad e Priya.
La forma inglese Amy, mutuata dal francese antico Amée, è stata scarsamente usata nel Medioevo, per poi essere ripresa nel XIX secolo; essa può inoltre rappresentare un ipocoristico di altri nomi, come ad esempio Amelia o Amanda.

## Onomastico
L'onomastico si può festeggiare in memoria di più sante e beate, fra le quali si ricordano, nei giorni seguenti:
- 5 gennaio, sant'Amata (o Amma Talida) della Tebaide, vergine e religiosa[3]
- 20 febbraio, beata Amata de Corano, nipote di santa Chiara d'Assisi, religiosa[3]
- 10 giugno, beata Amata da Bologna, religiosa[3]
- 16 luglio, beata Amata da Gesù, martire con altre compagne ad Orange[3]

## Persone

### Variante Amy
- Amy Acker, attrice statunitense
- Amy Adams, attrice statunitense

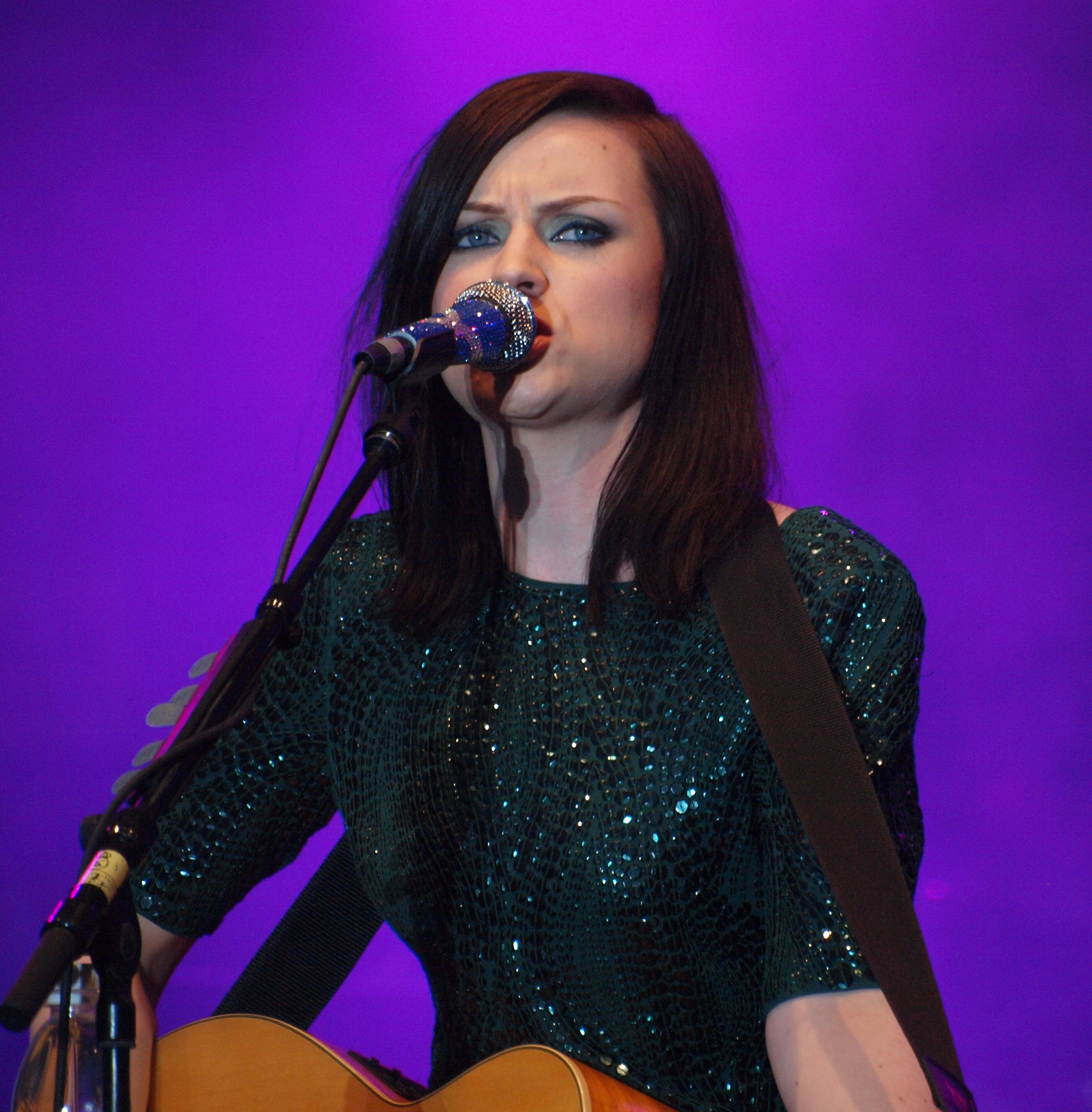
Amy Macdonald

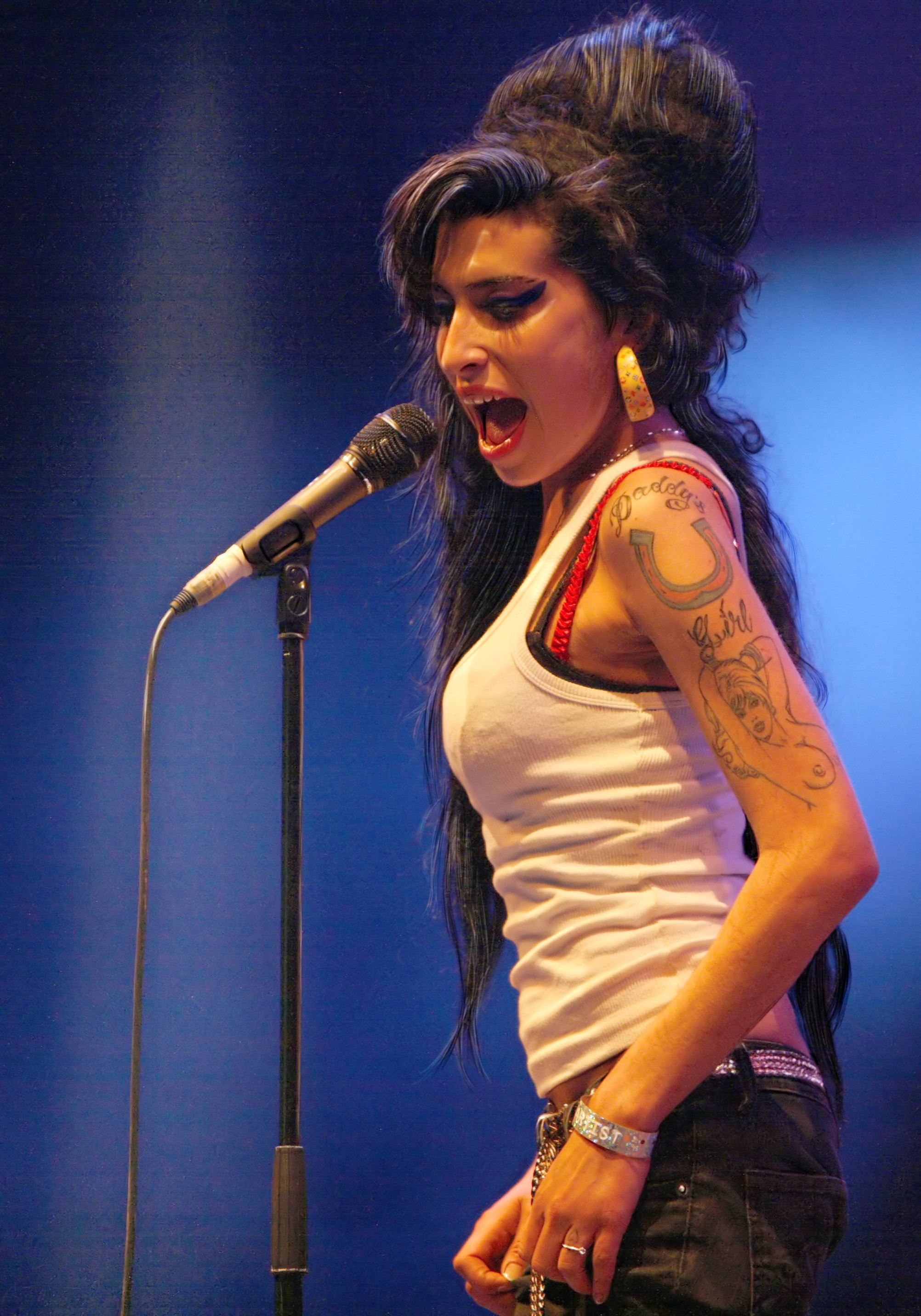
Amy Winehouse

- Amy Brenneman, attrice statunitense
- Amy Diamond, cantante svedese
- Amy Grant, cantautrice statunitense
- Amy Hill, attrice e doppiatrice statunitense
- Amy Irving, attrice statunitense
- Amy Lee, cantautrice, compositrice e musicista statunitense
- Amy Macdonald, cantautrice britannica
- Amy Poehler, attrice statunitense
- Amy Schumer, attrice, comica e sceneggiatrice statunitense
- Amy Sherman-Palladino sceneggiatrice e produttrice televisiva statunitense
- Amy Smart, attrice statunitense
- Amy Tan, scrittrice statunitense
- Amy Winehouse, cantautrice, stilista e produttrice discografica britannica

## Il nome nelle arti
- Amata è un personaggio dell'opera di Virgilio Eneide.
- Amy è un personaggio della serie animata Holly e Benji.
- Amy Bristow è un personaggio del film del 1995 Amy e lo Yeti, diretto da Bob Keen.
- Amy Burley è un personaggio della serie televisiva True Blood.
- Amy Goodspeed è un personaggio della serie televisiva Lost.
- Amy Gray è un personaggio della serie televisiva Giudice Amy.
- Amy Juergens è un personaggio della serie televisiva La vita segreta di una teenager americana.
- Amy Rose è un personaggio dei videogioco della serie Sonic.
- Amy Madison è un personaggio della serie televisiva Buffy l'ammazzavampiri.
- Amy March è un personaggio del romanzo di Louisa May Alcott Piccole donne.
- Amy Sorel è un personaggio della serie di videogiochi Soulcalibur.
- Amy Wong è un personaggio della serie animata Futurama.
- Amy è un singolo di Elton John tratto dall'album Honky Château.
- If U Seek Amy è un singolo di Britney Spears tratto dall'album Circus.
- In cerca di Amy è un film del 1997 diretto da Kevin Smith.
- Amy Farrah Fowler, personaggio della serie televisiva The Big Bang Theory.
- Amy Santiago è un personaggio della serie televisiva Brooklyn Nine-Nine.
- Amy è un personaggio di A tutto reality.

## Toponimi
- 1035 Amata e 3375 Amy sono due asteroidi della fascia principale.